# Frank Sinatra
Francis Albert Sinatra, uměleckým jménem Frank Sinatra (12. prosince 1915, Hoboken – 14. května 1998, Los Angeles), byl americký popový, jazzový a swingový zpěvák, stejně jako herec, patřící k největším hvězdám populární hudby 20. století. Domovskou scénou se stala vystoupení v Las Vegas, z něhož vyrážel na americká i mezinárodní koncertní turné. Mezi hity, které zpopularizoval, se zařadily písně „Strangers in the Night“, „My Way“ či „Theme from New York, New York“.
Během své kariéry obdržel jedenáct Cen Grammy, ačkoli ocenění vzniklo v roce 1958, až po dvou vrcholech jeho nahrávací dráhy. Za roli vojína Angela Maggia v dramatu Odtud až na věčnost si odnesl Oscara za nejlepší mužský herecký výkon ve vedlejší roli i Zlatý glóbus ve stejné kategorii. Snímek Přítel Joey znamenal zisk Zlatého glóbu za nejlepší výkon v komedii či muzikálu.
V roce 1985 mu Ronald Reagan udělil Prezidentskou medaili svobody. O dvanáct let později získal nejvyšší státní vyznamenání Zlatou medaili Kongresu. Po úmrtí jej americký hudební kritik Robert Christgau označil za „největšího zpěváka 20. století.“ Vnímán je jako jedna z ikonických postav.

## Život a kariéra

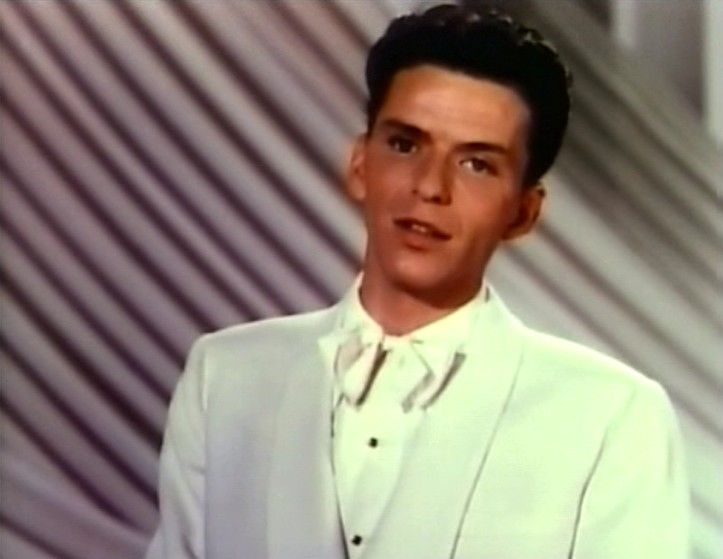
Frank Sinatra v muzikálu Till the Clouds Roll By (1946)

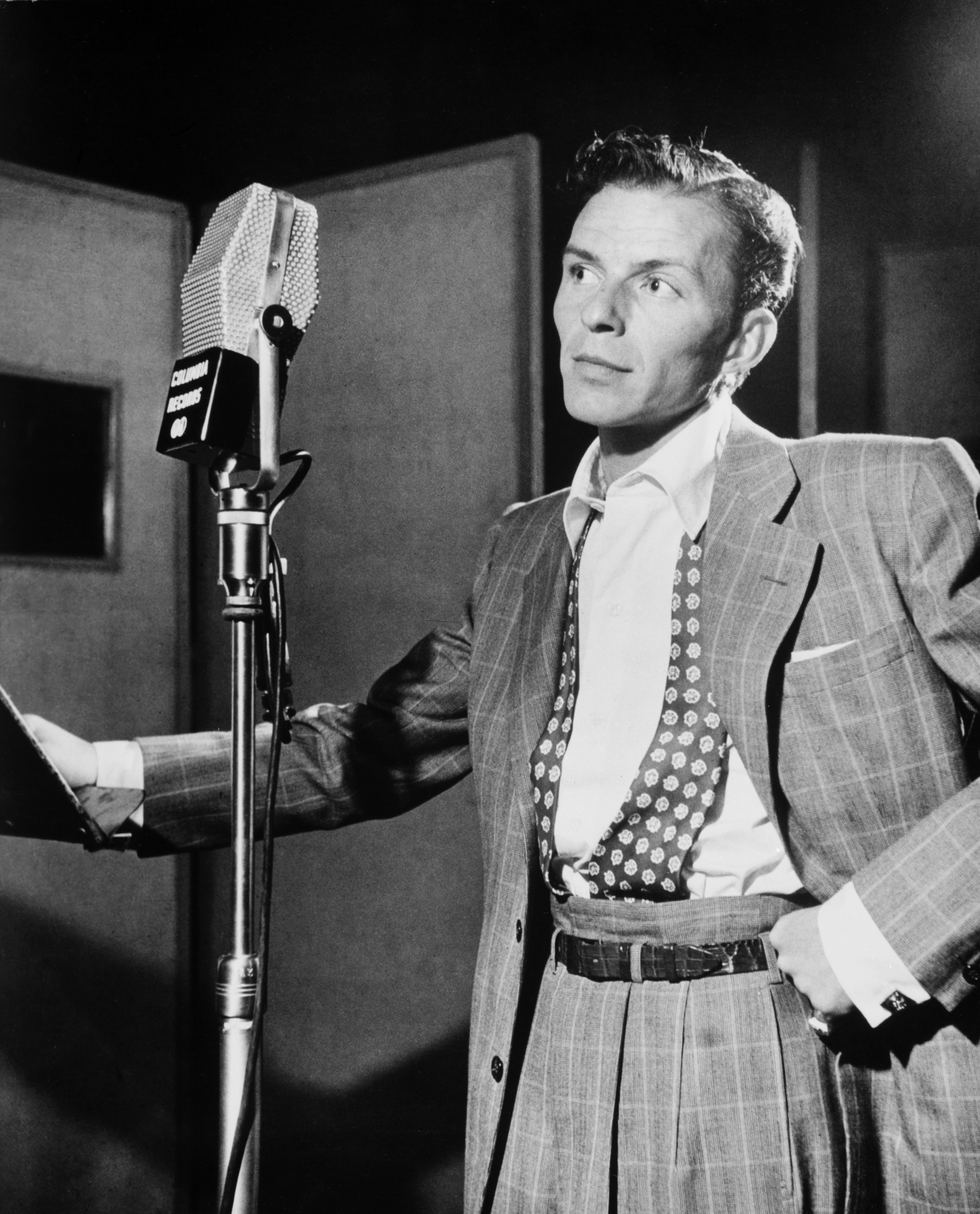
Frank Sinatra v New Yorku, 1947

Frank Sinatra byl jediným dítětem sicilského hasiče Anthonyho Martina Sinatry (1894–1969), který se do Spojených států přistěhoval v roce 1895, a Natalie Delly Gavarantové (1896–1977), která se z Ligurie do Států přistěhovala v roce 1897. Na začátku druhé světové války mu byla kvůli protrženému ušnímu bubínku, způsobenému při porodu, přidělena lékařská klasifikace „4-F“, takže místo odvodu k letectvu mohl budovat svou kariéru.
Pro kariéru zpěváka se rozhodl pod vlivem Binga Crosbyho, kterého znal z rozhlasu. Začal zpívat v malých klubech a rozhlasových stanicích v New Jersey. Roku 1939 jej pro svůj velký orchestr získal Harry James. V roce 1940 se přidal k orchestru Tommyho Dorseye, kde si jako zpěvák vydobyl slávu. Pro populární hudbu získal celou novou část publika – náctileté dívky, tzv. bobby soxers – do té doby mezi posluchače patřili spíše dospělí. Zpěv s Dorseyem Sinatrovi také přinesl jeho první filmové role, např. v roce 1942 v muzikálu Ship Ahoy (kde ještě nebyl ani uveden v titulcích).
Později jako sólový umělec uzavřel smlouvu se společností Columbia Records, přičemž se setkal s jistým úspěchem zvláště v době stávek hudebníků, neboť vokalisté nebyli členy odborů, takže i v průběhu stávky mohli vytvářet nahrávky a capella.
Jeho kariéra jako zpěváka začala na přelomu 40. a 50. let upadat. V letech 1950–1952 účinkoval v televizní show společnosti CBS, a později na přelomu roku 1957 a 1958 také v ABC. Začátek jeho úspěšného comebacku přišel s rolí vojína Angela Maggia ve válečném dramatu Odtud až na věčnost (From Here to Eternity) z roku 1953, za kterou získal Oscara za nejlepší mužský herecký výkon ve vedlejší roli. Ve velmi krátkém časovém období se tak vrátil na vrchol.
Následně obnovil i pěveckou kariéru. V průběhu 50. let nahrával u Capitol Records, kde pracoval s mnoha známými aranžéry, mezi nimi byli mimo jiné Nelson Riddle, Gordon Jenkins či Billy May, kteří pro něj upravili mnoho starších šlágrů. Na začátku 60. let byl natolik úspěšný, že založil vlastní společnost, Reprise Records; funkce v této společnosti mu vynesla přezdívku „Předseda správní rady“ (The Chairman of the Board).
V průběhu 50. a 60. let vystupoval jako největší hvězda Las Vegas. Přátelil se s mnoha dalšími tamními baviči včetně Deana Martina, Sammyho Davise mladšího, herce Petera Lawforda, komika Joey Bishopa a někdy také Shirley MacLaine. Spolu vytvořili jádro Rat Pack („krysí smečka“), volného seskupení známých tváří showbusinessu.

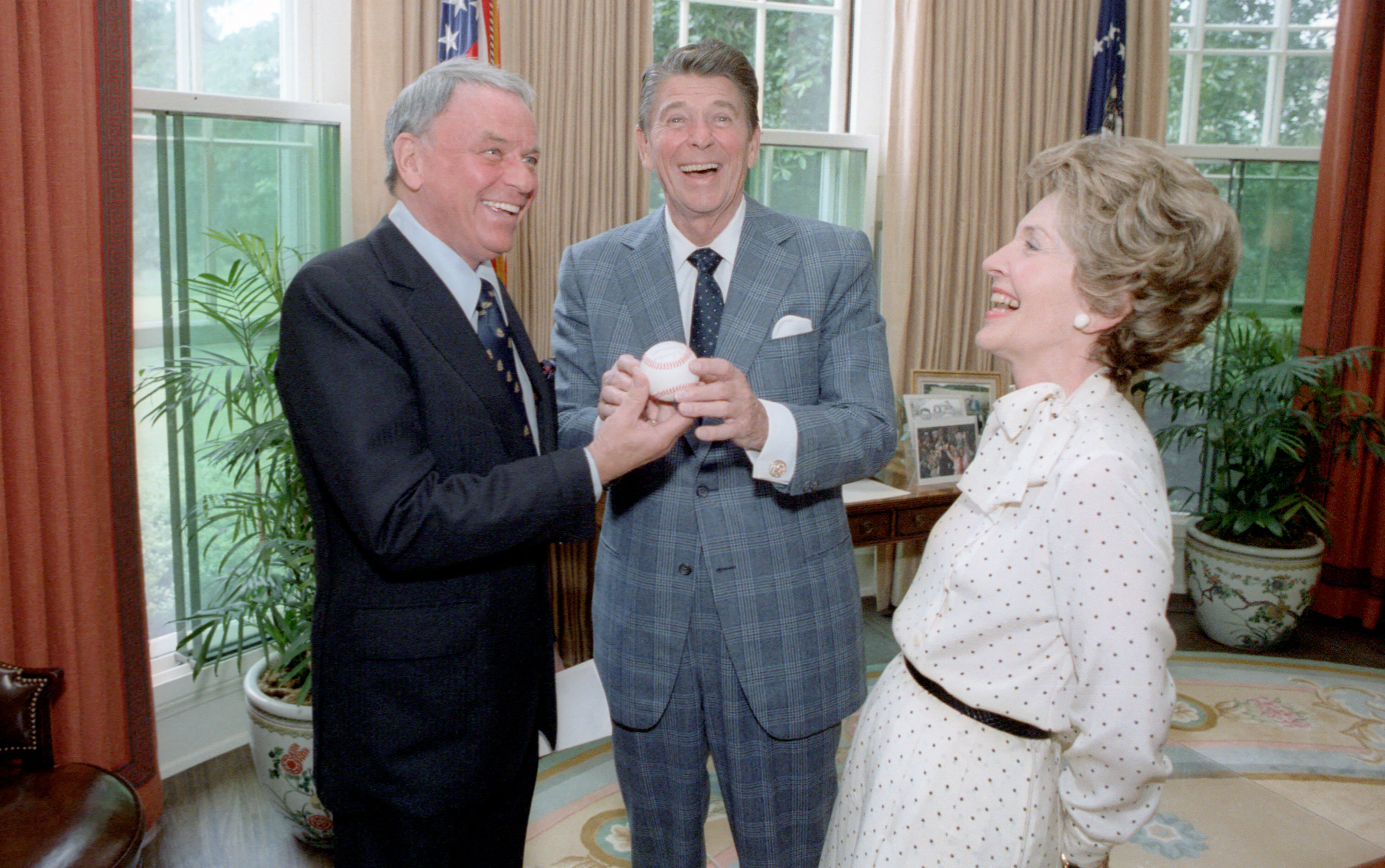
Frank Sinatra s prezidentem Ronaldem Reaganem a Nancy Reaganovou v Bílém domě (1981)

Sinatra hrál významnou roli v desegregaci nevadských hotelů a casin v 60. letech tím, že přiměl kolegy z Rat Packu, aby nepodporovali podniky, kde odmítali obsloužit Sammyho Davise, ml. Po úspěchu snímku Dannyho jedenáctka (Ocean’s Eleven, 1960) přinesl skupině i jemu osobně dostatek pozornosti pro prosazování konce segregace. Po Sinatrově smrti, mu v roce 2001 Las Vegas vzdalo poctu, když po něm pojmenovalo novou ulici „Frank Sinatra Drive“.
Dalším krokem ve filmové kariéře byla hlavní role ve snímku Mandžuský kandidát (Manchurian Candidate, 1962), či postava válečného hrdiny ve filmu Von Ryanův expres (Von Ryan’s Express, 1965).
V 70. letech zinscenoval odchod do důchodu a několik návratů; nenatočil příliš mnoho desek, ale stále vystupoval v Las Vegas i po světě.
Pěvecká dráha pokračovala až do 90. let, zvláště komerčně úspěšnými alby Duets, na kterých zpíval s dalšími hudebními hvězdami (např. s Bonem z U2). Živě koncertoval až do února 1995, ale jako už téměř osmdesátiletý často potřeboval pomoc čtecího zařízení s textem.

### Manželství a rodina

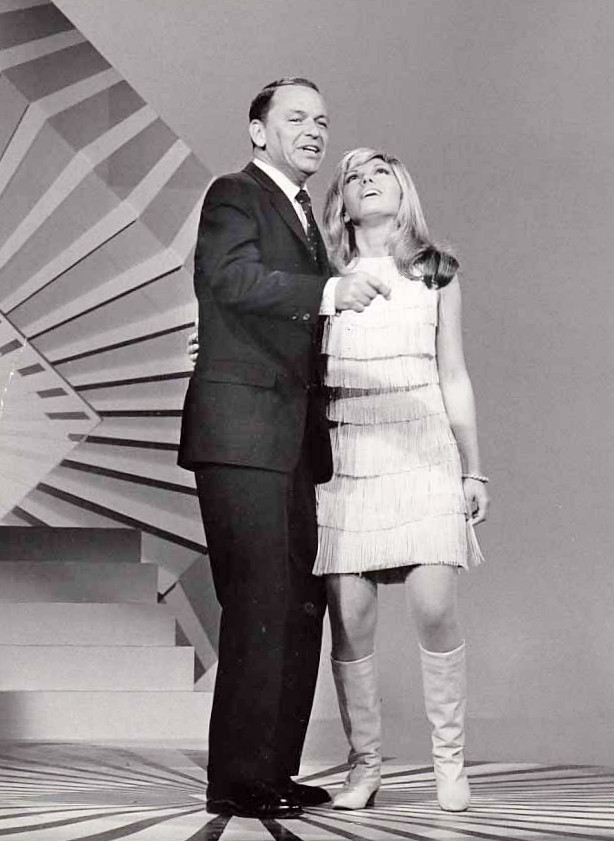
Sinatra s dcerou Nancy, 1966

Sinatra se 4. února 1939 oženil se svou dětskou láskou, Nancy Barbatovou. Spolu měli tři děti: Nancy (* 8. července 1940), Franka Juniora (* 10. ledna 1944) a Christinu „Tinu“ (* 20. června 1948). Přestože nebyl své ženě příliš věrný, stal se oddaným otcem. Ovšem poté, co vyšla ve známost jeho aféra s herečkou Avou Gardnerovou, se manželé v roce 1950 rozešli a 29. října 1951 byli rozvedeni (přestože Nancy měla proti rozvodu z náboženských důvodů námitky).
Sinatra se pak 7. listopadu 1951, pouhých deset dní po nabytí platnosti rozvodu, s Avou Gardnerovou oženil. Přestože byla druhá žena označována jako jeho nejopravdovější láska, v říjnu 1953 se rozešli a v roce 1957 i rozvedli. Po jistou dobu udržoval známost s Lauren Bacallovou.
Dne 8. prosince 1963 byl unesen syn, Frank Sinatra, mladší. Poté, co zaplatil únoscům požadované výkupné 240 000 dolarů (dokonce jim nabídl milion dolarů, což únosci ovšem odmítli), byl syn 10. prosince v pořádku propuštěn. Zločinci byli později dopadeni a odsouzeni.
V roce 1966 se další třetí manželkou stala o třicet let mladší herečka Mia Farrowová. O dva roky později se rozvedli.
V roce 1976 si vzal za ženu Barbaru Blakeley Marxovou (dřívější manželku Zeppa Marxe), se kterou vydržel až do své smrti. Vztah s jeho dětmi nebyl ideální. Bývalá manželka Nancy Sinatrová se veřejně nechala slyšet, že stávající manželka dětem ani nedala vědět o blížící se smrti otce, takže nemohly být u jeho smrtelné postele.

### Skandály a obvinění
Sinatra byl mnohokrát obviňován ze styků s členy mafie a z toho, že jeho kariéru na pozadí podporoval organizovaný zločin.J. Edgar Hoover jej očividně podezíral a na něj vedený spis u FBI dosáhl 2403 stran. Zpěvák však všechna obvinění zásadně odmítal a nikdy nebyl z žádného zmiňovaného zločinu obviněn. Tato obvinění se později ukázala jako nepravdivá.[zdroj⁠?!] Podle Sinatry byla vytvořena postava Johnnyho Fontaina v Puzově Kmotrovi.

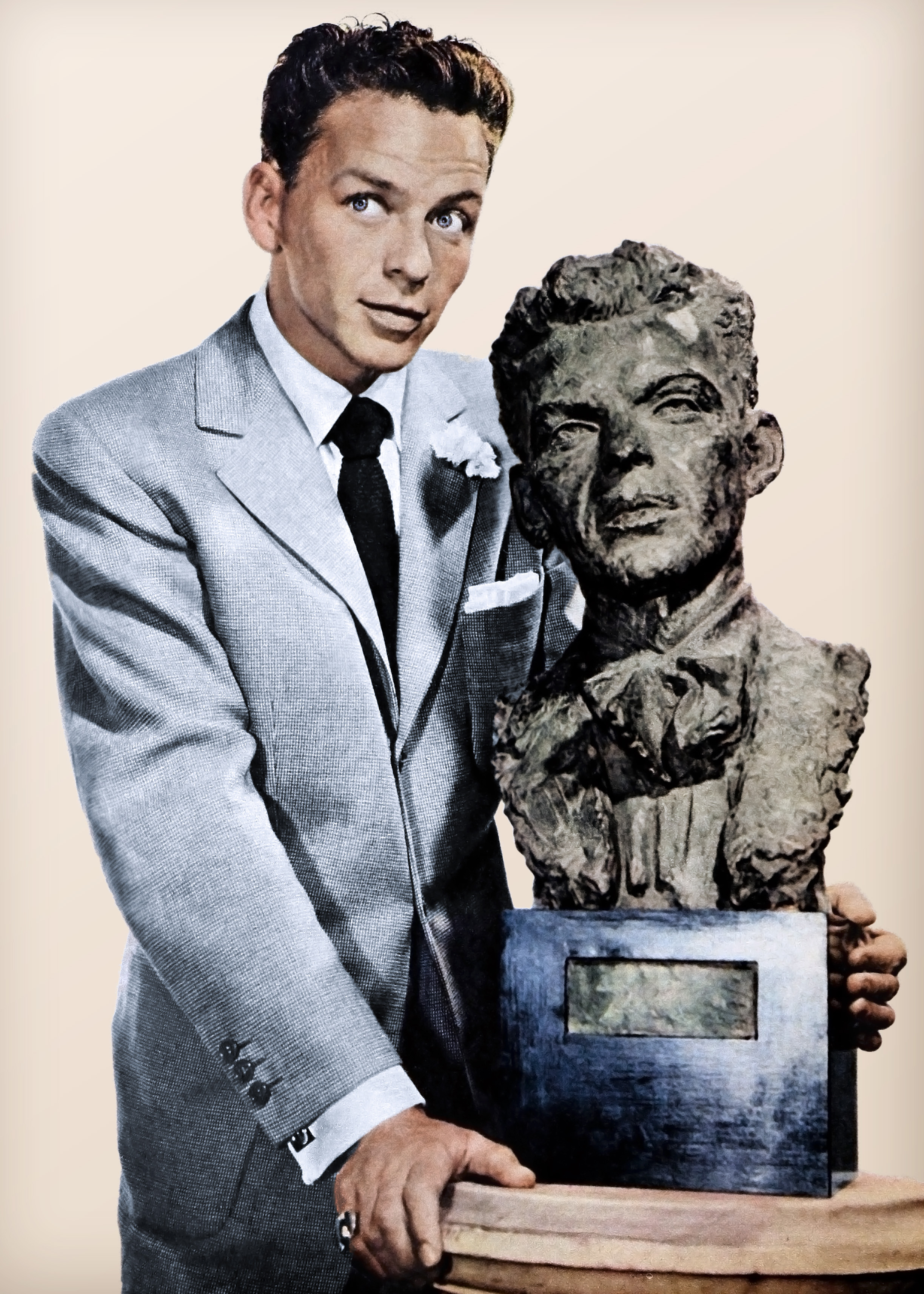
Frank Sinatra, 1946

Umělec se stal blízkým přítelem rodiny Kennedyů a stoupencem prezidenta Johna F. Kennedyho. O mnoho let později nejmladší dcera tvrdila, že otec spolu s mafiánem Samem Giancanou pomohl Kennedymu zvítězit v důležitých primárkách v roce 1960 tím, že získal hlasy odborů. Také prý seznámil Kennedyho s Judith Campbellovou, která udržovala styky se Sinatrou i Giancanou. Campbellová prý měla s Kennedym poměr, dokud Robert F. Kennedy neupozornil bratra, aby si od zpěváka udržoval odstup. Sinatrovi v roce 1963 odebrala Nevadská komise pro hazardní hry licenci poté, co byl Giancana viděn v casinu Cal-Neva Lodge, které zpěvák spoluvlastnil.
Licenci pro provozování casina obdržel zpět v roce 1981 po vyšetřování před Nevadskou komisí. Novinář Pete Hamill ve své knize Why Sinatra Matters napsal, že byl „nejdůkladněji vyšetřovaným americkým umělcem od doby Johna Wilkese Bootha“. Umělec sám (podle českého překladu) řekl: „Jistě, znal jsem některé tyhle chlápky. Trávil jsem spoustu času v hospodách. A hospody neprovozují Křesťanští bratři. Pohybovala se tam spousta chlápků, kteří vycházeli z prohibice a provozovali celkem dobrý hospody. Byl jsem dítě. Pracoval jsem na místech, kde bylo otevřeno. Zaplatili vám a šeky byly kryté. Nepotkal jsem tam žádné nositele Nobelovy ceny. Ale kdyby František z Assisi byl zpěvák a pracoval v hospodě, potkával by stejné chlápky.“
V roce 1986 vydala investigativní novinářka Kitty Kelleyová biografii nazvanou His Way: The Unauthorized Biography of Frank Sinatra (Jeho cesta: Neautorizovaná biografie Franka Sinatry). Zpěvák se soudně pokoušel zabránit vydání knihy a autorku zažaloval o dva miliony dolarů, protože věřil, že ho kniha vykresluje v nehezkém světle a obviňoval ji, že se neoprávněně vydává za autorizovaného životopisce. Později žalobu stáhl a kniha měla obrovský komerční úspěch, dosáhla vrcholu žebříčku bestsellerů deníku New York Times a prodávala se i v mnoha dalších zemích.

## Vyznamenání a ocenění

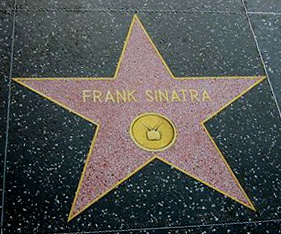
Sinatrova hvězda na hollywoodském Chodníku slávy

V průběhu své kariéry vyhrál Sinatra jedenáct cen Grammy, včetně cen za nejlepší album roku za Come Dance With Me (1959), September of My Years (1965) a Strangers in the Night (1966) či nejlepší píseň, Strangers in the Night v roce 1966. (Ceny Grammy vznikly až v roce 1958, už po dvou vrcholech Sinatrovy kariéry.)
Sinatra také v letech 1941–1966 šestnáctkrát vyhrál ocenění čtenářů časopisu Down Beat pro zpěváka roku a šestkrát cenu pro osobnost roku. Dvakrát ho také jako zpěváka roku jmenovali kritikové tohoto časopisu.
Sedmkrát mezi roky 1957 a 1963 byl v časopise Playboy jmenován mužským vokalistou roku.
V roce 1980 byl uveden do Síně slávy big bandů a jazzu, v roce 2001 ho BBC Radio 2 jmenovalo „největším hlasem 20. století“.
V roce 1983 napsal pro časopis Rolling Stone Record Guide Stephen Holden:
„Frank Sinatra je historie populární hudby. [...] Jako Presley a Dylan – jediní další bílí Američané od roku 1940, jejichž popularitu, vliv a mytickou moc lze porovnávat se Sinatrou – bude Sinatra žít navždy. Prakticky vynalezl frázování moderních populárních písní.“
O dvě dekády později napsal Jonathan Schwartz v recenzi knihy pro New York Observer:
„Věřím, po celém životě uvažování, že Frank Sinatra byl nejlepším hudebním interpretem, kterého tato země kdy zplodila.“

### Státní vyznamenání
- Prezidentská medaile svobody (23. května 1985, USA)[13]
- Zlatá medaile Kongresu (14. května 1987)
- velkodůstojník Řádu zásluh o Italskou republiku (27. prosince 1977, Itálie)[14]
- Čestný kříž Za vědu a umění I. třídy (1984, Rakousko)